# Rosmarinextrakt
Rosmarinextrakt ist ein Antioxidations- und Konservierungsmittel und steht als Extrakt aus Rosmarin (E 392) auf der Liste der E-Nummern.

## Details
Rosmarinextrakt wirkt nicht als Aroma oder Geschmacksgeber. Der Lebensmittelzusatzstoff wird aus Rosmarinblättern extrahiert. Mit ihm wird verhindert, dass fettreiche Zutaten (z. B. Speiseöl, Käse oder Fleisch) verderben. Rosmarinextrakte sind auch für Bio-Lebensmitteln zugelassen.
Die Hauptbestandteile von Rosmarinextrakt mit antioxidativer Wirkung sind Carnosolsäure und Carnosol. Abietan-Diterpene und Rosmarinsäure, ein Hydroxyzimtsäureester, sind ebenfalls wichtige antioxidativ wirkenden Verbindungen im Rosmarinextrakt. Allgemein besteht Rosmarinextrakt aus Diterpenen, Flavonoiden und Phenolsäure. Wenn der Carnosol- oder Carnosolsäuregehalt den Wert von 10 % erreicht oder überschreitet, gilt ein Rosmarinextrakt als Zusatzstoff.